# Frank D'Rone

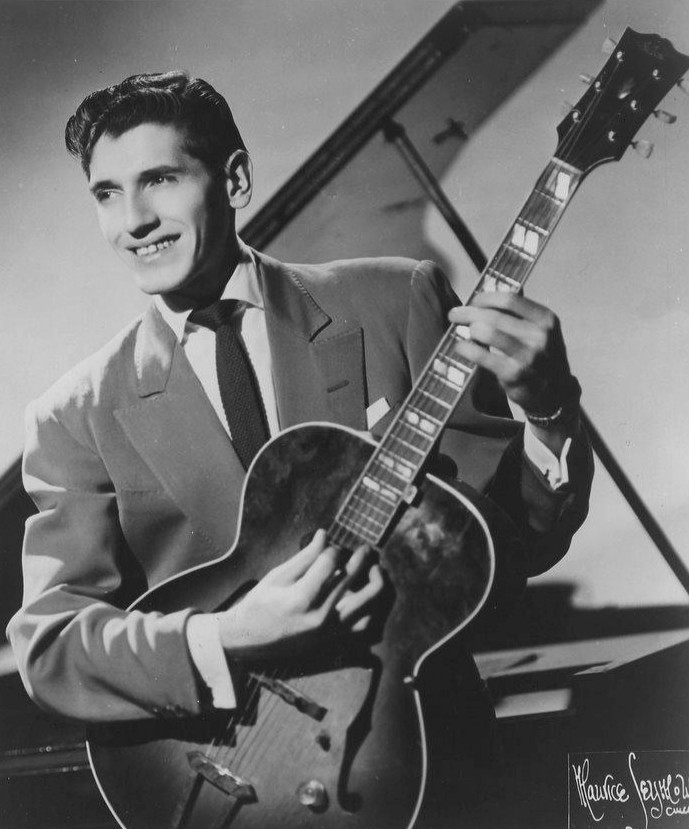
Frank D'Rone in 1959

Frank D'Rone, geboren Frank Calderone (Brockton, 26 april 1932 - Wheaton (Illinois), 3 oktober 2013) was een Amerikaanse jazzzanger en -gitarist in de swing.

## Biografie
D'Rone groeide op in Providence (Rhode Island) en begon al op zijn vijfde op te treden. Toen hij elf was, had hij een eigen, lokale radioshow. Hij kreeg een 'Artist's Degree' in klassieke gitaar van de American Guild of Stringed Instruments en trad op met zijn eigen band. Rond 1950 vertrok hij naar New York, waar hij in Manhattan optrad. Eind jaren vijftig verkortte de zanger zijn naam tot D'Rone. Hij verlegde zijn werkterrein naar Chicago en werd daar actief in allerlei clubs. In Dante's Inferno stond hij veertien maanden lang met veel succes, allerlei jazzmusici en zangers gingen daar kijken, zoals Frank Sinatra, Oscar Peterson en Stan Kenton.
Met hulp van Dick LaPalm kreeg de zanger zijn eerste platencontract, bij Mercury Records. Van hem verschenen hier eerst enkele singles, een paar met het orkest van Carl Stevens, daarna verschenen er ook albums. Zijn eerste plaat 'Frank D'Rose Sings' verscheen in 1959, met standards in arrangementen van Bill Russo. De hoestekst was geschreven door Nat King Cole die vol lof over D'Rone was. Cole zorgde er later voor, dat D'Rone regelmatig kon optreden in The Tonight Show Starring Johnny Carson, in de jaren zestig en zeventig. In 1960 verscheen 'After the Ball', met het orkest van Billy May en onder meer Benny Carter. D'Rone trad in die tijd op in hungry i in San Francisco en daar werd een live-plaat opgenomen die in 1960 uitkwam. Eind dat jaar haalde zijn single 'Strawberry Blonde' de Engelse hitparade (de 18e plaats).
In 1962 eindigde zijn platencontract met Mercury. In de jaren erop maakte hij singles voor Cameo Records, Columbia (1965/1966) en Cadet Records (1968). Hij trad op in de voorprogramma's van onder andere Jonathan Winters, Lenny Bruce en Mort Sahl en verscheen op de tv, bij Carson, maar ook bij Perry Como en Merv Griffin. D'Rone kon niet tippen aan het succes van bijvoorbeeld Sinatra of Mel Tormé, maar liedjes als 'Bluesette' en 'Joey, Joey, Joey' deden het landelijk zeer goed. In de jaren zeventig had hij, dankzij Sinatra en Liza Minnelli klussen in Las Vegas en Atlantic City. Met Minnelli ging hij ook op wereldtournee. In de jaren voor zijn overlijden trad hij veel op in en om Chicago, met name in Chambers Restaurant en het Chicago Jazz Festival.
D'Rone werd geprezen door collega's, maar kreeg ook het stempel van goedkeuring van de jazzauteurs Leonard Feather en Will Friedwald. De zanger overleed na een lang ziekbed aan de gevolgen van kanker.

## Discografie
- Frank D'Rose Sings, Mercury, 1959
- After the Ball, Mercury, 1960
- In Person, Mercury, 1960
- Try A Little Tenderness, Mercury, 1960
- Brand New Morning, Cadet Records, 1968
- Sing Anka (Frank D'Rone en Geraldine DeHaas), Phonograph Records, 1982
- Falling in Love With Love (live in Chicago, opnames 1984), (2006)?
- Double Exposure (met arrangementen van Phil Kelly), Whaling City Sound, 2012
- Live in Atlantic City (drie albums), ?
- To Love With Music

- Gemeinsame Normdatei: 135338476
- International Standard Name Identifier: 0000 0000 5853 3134
- Library of Congress Control Number: no98038761
- MusicBrainz: 92561ae5-437d-4db5-a31a-e54f06e6e195
- Système universitaire de documentation: 172411432
- Virtual International Authority File: 80118366
- WorldCat: E39PBJdrHXdrfmt4rRkm8kkdQq